# Список псевдонаучных концепций и понятий
Список концепций и понятий, которые относятся к псевдонаучным в научных источниках.
| Название                                                     | Содержание | Иллюстрация |
| ------------------------------------------------------------ | --- | --- |
| Альтернативная медицина, в том числе                         | Собирательное название методов, которые предлагаются для лечения или предотвращения болезней, но не подкреплены научными доказательствами их эффективности и безопасности. Действие методов альтернативной медицины опирается на феномены, существование которых не доказано и часто несовместимо с принципами современной науки. | |
| акупунктура                                                  | Также иглорефлексотерапия, рефлексотерапия, иглотерапия, иглоукалывание, форма альтернативной медицины и ключевой компонент традиционной китайской медицины, методом которой является введение тонких игол под кожу, утверждается, что акупунктурные точки, в которые вводятся иглы, находятся на «меридианах», по которым движется «жизненная энергия» ци, и манипуляции с иглами воздействуют на циркуляцию ци и тем самым помогают снимать боли и лечить болезни. Теории и практики акупунктуры, как и традиционной китайской медицины в целом, являются псевдонаучными. Научные исследования не нашли гистологических и физиологических подтверждений традиционным китайским концепциям существования ци, меридианов и акупунктурных точек. | Таблица акупунктуры династии Мин |
| апитерапия                                                   | Область альтернативной медицины, применение в лечебных целях пчёл и продуктов пчеловодства, издавна известных в традиционной медицине. В медицине термин «апитерапия» отсутствует, в науке не используется. | Марка Украины |
| аюрведа                                                      | Система альтернативной медицины с историческими корнями в Индии, псевдонаука. Считается дополнительной ведой (упаведой) «Атхарваведы» и основывается на индуистской философской системе санкхья. Аюрведа широко практикуется в Индии и Непале, где около 80 % населения сообщают, что используют её. Хотя лабораторные испытания показывают возможность разработки эффективных препаратов на основе некоторых веществ, применяемых аюрведой, нет свидетельств их эффективности в том виде, в котором они применяются в настоящее время. Исследование 2008 года показало, что около 21 % аюрведических препаратов, произведённых на продажу в США и Индии и продаваемых через Интернет, содержат опасные количества тяжёлых металлов, таких как свинец, ртуть и мышьяк. | Три доши и пять великих элементов, из которых они состоят |
| биорезонанс                                                  | Псевдонаука, группа направлений в альтернативной медицине, предполагающая существование «шкалы частот» живых организмов и тканей, а также декларирующая возможность получения терапевтического эффекта при особом «резонансном» взаимодействии доказанных физических (электромагнитных) полей, либо недоказанных (например, «торсионных») с биологическими объектами. | |
| гомеопатия                                                   | Вид альтернативной медицины, псевдонаука, в которой применяются вещества, вызывающие в организме здорового человека симптомы, сходные с признаками конкретной болезни. Используются сильно разведённые препараты. | Гомеопатический препарат |
| знахарство                                                   | Также целительство; известные с древности у народов всех стран примитивные способы лечения, включающие в себя средства народной медицины и различные ритуалы. | |
| иридодиагностика                                             | Раздел альтернативной медицины, сторонники которого утверждают, что узоры, цвета и другие характеристики радужной оболочки могут давать информацию о системном здоровье пациента. Научные исследования, проведённые методами показали, что вероятность правильно определить диагноз с помощью иридодиагностики не выше обычной случайности. В связи с этим иридодиагностика зачастую рассматривается как псевдонаука. | Карта иридодиагностики левой радужной оболочки глаза человека |
| кодирование                                                  | Наукообразно оформленные методы внушения с целью лечения табачной, алкогольной и наркотической зависимости «за один сеанс». Эти методы применяются в России и на постсоветском пространстве и связаны с внушением больному угрозы смерти в том случае, если он злоупотребит алкоголем или наркотиком. Они не имеют какого-либо научного обоснования, однако 14 % врачей-наркологов в России считают их эффективными или относительно эффективными. | |
| литотерапия                                                  | Псевдонаучная практика, одно из направлений альтернативной медицины, в котором используются полудрагоценные камни и кристаллы, такие как кварц, агат, аметист или опал. Сторонники этой практики утверждают, что эти камни обладают целебными свойствами, но для этого утверждения нет научных оснований. | Кристаллы кварца, часто используемые в литотерапии |
| месмеризм                                                    | Учение и метод лечения немецкого врача и астролога эпохи Просвещения, Франца Месмера. В их основу автором была положена концепция, согласно которой Вселенная и организмы пропитаны неким флюидом, позднее получившим название «животного магнетизма». Утверждалось, что в человеческом теле он составляет центральное действующее начало, управляющее нервами, мышцами и телесными жидкостями, а если человек заболевает, распределения этого флюида нарушается, поэтому для излечения необходимо равномерно распределить его по всему телу. В 1784 году комиссия французских учёных опровергла существование «животного магнетизма» и пришла к заключению, что последствия применения этой практики потенциально опасны для здоровья. Учение сохраняется в оккультизме, парамедицине. Рассматривается современными историками медицины как медицинская система, предшествовавшая развитию учения о гипнозе. | Практикующий месмеризм, использующий животный магнетизм на женщине |
| метод Бейтса                                                 | Альтернативная терапия, по утверждениям сторонников, направленная на улучшение зрения. Создатель терапии, врач-офтальмолог Уильям Бейтс придерживался ошибочного мнения о том, что глазодвигательные мышцы вызывают изменение фокуса, а это «ментальное напряжение» — анормальную работу этих мышц; поэтому он считал, что снятие такого «напряжения» вылечит дефект зрения. В 1952 году профессор оптометрии Элвин Марг писал о Бейтсе: «Большинство его утверждений и почти все его теории рассматриваются ложными практически всеми учёными, изучающими зрение». Ни один тип тренировок не способен изменить преломляющую силу глаза. Некоторые аспекты метода Бейтса могут подвергнуть его последователей риску: они могут нанести вред глазам чрезмерным воздействием солнечного света, отказом от ношения корректирующих линз во время вождения автомобиля или пренебрежением общепринятым уходом за глазами, что может привести к серьёзным негативным последствиям для здоровья. | Уильям Бейтс и его помощница, 1920 |
| уринотерапия                                                 | Псевдонаучный метод лечения, альтернативная терапия, предусматривающая применение мочи в качестве лечебного средства. Не существует научных доказательств пользы уринотерапии для здоровья. В ряде случаев, уринотерапия представляет опасность для здоровья и жизни человека. | Майонезная баночка |
| радионика                                                    | Электромагнитная терапия, метод Абрамса; форма альтернативной медицины, согласно которой болезнь можно диагностировать и лечить путём применения электромагнитного излучения, такого как радиоволны. Близка к магнитотерапии, которая также применяет электромагнитное излучение, но использует магнит, который генерирует статическое электромагнитное поле. Концепция радионики возникла на основе двух книг, опубликованных американским врачом Альбертом Абрамсом в 1909 и 1910 годах. Метод радионики противоречит принципам физики и биологии и поэтому многими авторами считается псевдонаучным. Несколько систематических обзоров показали, что радионика не более эффективна, чем плацебо, и попадает в категорию лженауки. | Радионические инструменты |
| Акватическая гипотеза                                        | Также гипотеза водных обезьян, прибрежная гипотеза эволюции человека; гипотеза происхождения человека, согласно которой предки современных людей пошли по пути эволюции, отличному от других человекообразных обезьян, поскольку они адаптировались к более водному образу жизни. Первоначально была предложена английским морским биологом Алистером Харди в 1960 году, который предполагал, что конкуренция за наземную среду обитания вынудила одну из ветвей обезьян перейти на питание моллюсками и ракообразными, добывая их на морском берегу и на морском дне. Эти изменения привели к адаптациям, которые объясняют ряд особенностей современных людей, таких как функциональная безволосость и прямохождение. Эта гипотеза была развита Элейн Морган в книге 1972 года «Происхождение женщины». Морган противопоставила гипотезу теориям сексуальности Десмонда Морриса, которые она назвала «мужской наукой». Морган изложила гипотезу подробнее в книге 1990 года «Шрамы эволюции», получившей несколько положительных отзывов, но подвергшейся критике со стороны антрополога Джона Лэнгдона в 1997 году, который писал, что это «зонтичная гипотеза» с неустраненными противоречиями и ложным заявлением о подтверждении с помощью принципа бритвы Оккама. Гипотеза является спорной и многими учёными рассматривается как псевдонаучная. Считается, что эта гипотеза более популярна среди непрофессионалов, чем среди учёных. В антропологической литературе она обычно игнорируется. | Водная адаптация человека |
| Алхимия                                                      | Эзотерическое учение и практика совершенствования («облагораживания», одухотворения) природного вещества, в первую очередь металлов, а также человеческих тела и души. | Юстус ван Бентум, «Взрыв в лаборатории алхимика», между 1680 и 1727 |
| Антивакцинаторство                                           | Общественное движение, оспаривающее эффективность, безопасность и правомерность вакцинации, в частности — массовой вакцинации. Согласно заключению экспертов ВОЗ, большинство доводов антивакцинаторов не подтверждаются научными данными и характеризуются как «тревожное и опасное заблуждение». В 2019 году ВОЗ включила недоверие к вакцинации в список десяти глобальных угроз для здоровья населения. | Протесты против вакцин от COVID-19, Лондон, 2021 |
| «Арийская» идея                                              | Идея существования «арийцев», расы, расовой группы, включающей в себя индоевропейские народы и их предков. Часто утверждается, что «арийцы» физически и интеллектуально превосходят другие расы и являются культуртрегерами, распространителями высокой культуры и основателями великих цивилизаций древности и современности. Идея была выдвинута в XIX веке авторами расовых теорий, использовалась различными расистскими и антисемитскими авторами, была связана с нордизмом и получила широкое распространение в XX—XXI веках в рамках нацизма, определив его расовую теорию, неонацизма и неоязычества. Идея «арийцев» или «арийской расы» противоречит данным антропологии, истории и археологии. В среде современных сторонников идеи чаще именуются «а́рии», что может вызывать путаницу с историческими ариями. «Арийская раса» противопоставляется «семитской расе» в лице прежде всего евреев, откуда возник термин антисемитизм. При этом «семитской расе» приписываются сугубо отрицательные качества, делающие её прямой противоположностью «арийской расы». Утверждается, что стержнем мировой истории является «расовая борьба» «арийской» и «семитской рас». | |
| славяно-арии                                                 | раса, расовая группа или народ, отождествляемые с праиндоевропейцами, наиболее «чистыми» потомками которых заявлены славяне. Славянская версия арийского мифа. Утверждается, что «славяно-арии» существовали на протяжении тысячелетий или десятков тысяч лет и являются предками значительной части или всех европеоидов, или «белой расы», отождествляются с последней; являются первым цивилизованным народом, носителями древней высокоразвитой культуры и просветителями всего древнего человечества. «Славяно-арийская» идентичность пользуется популярностью в славянском неоязычестве, где приобретает этнорелигиозный облик, а неоязычество понимается как возрождение «исконной арийской традиции». «Славяно-арийская» идея в значительной мере опирается на арийские теории XIX века и учение нацизма. Прародина «ариев» в среде русских неоязычников часто связывается с территорией России, с легендарной Гипербореей. | |
| Вечный двигатель                                             | Воображаемый двигатель, который способен работать бесконечно долгое время, не заимствуя энергию извне (вечный двигатель первого рода). Идея нарушает закон сохранения и превращения энергии (первое начало термодинамики). Возможность такой машины означала бы получение энергии из ничего. Первые проекты механических вечных двигателей известны с XIII века. К концу XVIII века ввиду безрезультатности таких проектов, многие учёные пришли к выводу о невозможности создания такой машины. С 1775 года Парижская академия наук отказалась рассматривать такие проекты. В середине XIX века, с открытием закона сохранения и превращения энергии, наука доказала принципиальную неосуществимость вечного двигателя. Также существует идея периодически действующих двигателей, которые способны превращать в работу теплоту окружающих тел (океана, атмосферного воздуха и др.) — вечный двигатель второго рода. В этом случае должна уменьшаться суммарная энтропия среды и вечного двигателя, что вступает в противоречие с вторым началом термодинамики. В современной науке идея вечного двигателя отвергается как псевдонаучная. Вечные двигатели стали темой теорий заговора, утверждающих, что они существуют и скрываются от общественности корпорациями или правительствами, которые потеряли бы экономический контроль, если бы стал доступен источник энергии, способный производить дешёвую энергию. | Фото из статьи Я. И. Перельмана в журнале «Природа и люди», 1915 |
| ВИЧ-диссидентство                                            | Противоречащие существующим научным данным, не имеющие свидетельств в свою поддержку и псевдонаучные взгляды, отрицающие общепринятую доказанность того, что вирус иммунодефицита человека является инфекционным агентом ВИЧ-инфекции. Некоторые из участников движения отрицают факт существования и выделения ВИЧ, а СПИД признают результатом различных факторов неинфекционной природы. | |
| Водный двигатель                                             | Гипотетический двигатель, получающий энергию для движения из одной только воды. Водяные автомобили стали предметом множества международных патентов, статей в газетах и научно-популярных журналах, местных теленовостей и интернет-публикаций. Заявления о подобных устройствах признаны некорректными, а некоторые оказались попытками мошенничества. | Водяной топливный элемент Стэнли Мейера |
| Волновая генетика                                            | Псевдонаучная концепция, созданная биологом П. П. Гаряевым, согласно которой большая часть информации содержится в ДНК в виде волны (о каких именно волнах он ведёт речь, в разных текстах автор пишет по-разному — акустических, оптических, «торсионных» и др.); молекула ДНК способна передавать информацию волновым путём в луч лазера или в другие «носители», а также может принимать такую информацию, что должно вызывать морфогенетические и физиологические эффекты, например, выздоровление (аналог симпатической магии). Концепция включает идею телегонии. | |
| Графология                                                   | Учение, согласно которому характер человека можно определить по его почерку. Хотя вплоть до второй половины XX века методы графологии считались пригодными для исследования индивидуальных особенностей человека в психологии, в современной науке это учение рассматривается как псевдонаучное, а также относится к протонаучному способу мышления. | Почерк, якобы демонстрирующий черты «легкомыслия» и «тривиальности» писателя |
| Дианетика                                                    | Созданное Л. Роном Хаббардом псевдонаучное учение, методики которого, согласно автору, могут помочь снизить влияние прошлых нежелательных ощущений и эмоций, нерациональных страхов и психосоматических заболеваний на человека в настоящее время. На дианетике основывается саентологическое учение, также оцениваемое как псевдонаучное. | Рон Хаббард проводит семинар по Дианетике в Лос-Анджелесе, 1950 |
| «ДНК-генеалогия»                                             | Созданное биохимиком А. А. Клёсовым псевдонаучное (вследствие некорректности теоретических основ, методов и выводов) учение о генетической истории человечества, по заявлениям автора, синтезирующее биохимию, историю, лингвистику и химическую кинетику, дающее принципиально новые высокоточные методы генетических датировок и раскрывающее пути древних человеческих миграций. В рамках этого учения Клёсов утверждает древность и «арийское» происхождение славян. | |
| Ковид-диссиденство                                           | Та или иная степень неверия в вирус—возбудитель коронавирусной инфекции и масштаб вызванной им угрозы (от полного отрицания реальности вируса до утверждений о том, что он не опаснее гриппа), отрицание наличия COVID-19, отрицание его опасности; границы явления могут трактоваться по-разному. Ковид-диссиденты, даже заболев, могут продолжать утверждать, что COVID-19 не существует, и отказываться соблюдать санитарные меры противодействия. | |
| Корреляционная теория Ориона                                 | Маргинальная теория, согласно которой существует корреляция между расположением трёх пирамид Гизы и поясом Ориона созвездия Ориона, и что эта корреляция была задумана как таковая первоначальными строителями комплекса пирамид Гизы. | Приблизительное сравнение между некоторыми пирамидами Египта и созвездием Ориона |
| Криптозоология и криптоботаника                              | Субкультура и псевдонаука, предметом которой является целенаправленный поиск и доказательство реальности организмов, неизвестных науке, о которых рассказывается в различного рода легендах, мифах или со слов некоторых «очевидцев» (чупакабра, снежный человек, драконы и т. п.); а также организмов, существование которых считается невозможным в данной географической местности по причине того, что она находится на значительном расстоянии от их естественного ареала (как, например, фантомные кошки или, как их иначе называют, чужеродные большие кошки). | Журнал «Amazing stories», февраль 1927 год |
| Лоусономия                                                   | Комплекс маргинальных-псевдонаучных теорий и утверждений выдвинутых бывшим бейсболистом Альфредом Уильямом Лоусоном, в том числе о том, что энергии не существует, а существует лишь постоянное противостояние между вещами с высокой плотностью и низкой плотностью. И что Земля находится в эфире, а вся материя погружается в черную дыру на Северном полюсе и распределяется по внутренним артериям планеты. А также утверждение что растения являются паразитами и что люди ранее жили за счёт них и были более развиты чем сейчас. | |
| Мичуринская агробиология                                     | Псевдонаучная концепция, возникшая и достигшая кратковременного расцвета в СССР после Августовской сессии ВАСХНИЛ (1948), решения которой поддержал ЦК ВКП (б). Название имеет к биологу И. В. Мичурину (1855—1935) только косвенное отношение. Как учение развивалось после смерти Мичурина под руководством академика Т. Д. Лысенко как концепция наследственности, изменчивости и видообразования (неоламаркизм), политически противопоставленная «буржуазному вейсманизму-морганизму-менделизму» (неодарвинизму и генетике). Лысенко утверждал возможность наследования модификаций, «скачков» из вида в вид, отрицал внутривидовую борьбу за существование (дарвинизм). | Одно из нескольких необоснованных утверждений лысенковцев: вегетативная гибридизация. Механизм предполагает ненаблюдаемый ламарковский эффект привоя на подвой при прививке плодового дерева                                                                                               |
| Миф о натуральных и химических продуктах питания             | Популярная концепция о вредных продуктах, сделанных с использованием неорганических или лабораторных химических элементов, не имеющих природного происхождения, которые вредят организму и часто противопоставляются натуральным продуктам, которые не проходили химической обработки и тем самым являются полезными. Часто сопровождаются такими утверждениями как «вредность ГМО», «генетическая память продуктов» и т. д. Из-за большой популярности стал маркетинговым ходом | |
| Наука самолётопоклонников                                    | (англ. Cargo cult science — «наука карго-культа», «научный карго-культ») одна из ветвей псевдонауки, исследования, в которых отдаётся предпочтение доказательствам, подтверждающим предполагаемую гипотезу. В отличие от науки, в этих направлениях не предпринимается активных усилий опровергнуть или определить границы гипотезы. Впервые термин использовал физик Ричард Фейнман на выступлении в Калифорнийском технологическом институте в 1974 году для характеристики класс исследований (в частности, в психологии и психиатрии), которые создают видимость научного подхода, но «лишены научной честности, принципа научной мысли, соответствующего полнейшей честности, честности, доведённой до крайности». Полная речь воспроизведена в книге «Вы, конечно, шутите, мистер Фейнман!». Культы карго представляют собой религиозные практики, возникшие во многих традиционных племенных обществах в результате взаимодействия с технологически развитыми культурами. Они основаны на получении материальных ценностей («груза», англ. cargo) передовой культуры, имитируя действия и объекты, которые, по их мнению, вызывают появление груза: выстраивая внешние подобия взлётно-посадочных полос, самолётов, радиоприёмников и др. Также, хотя науки самолётопоклонников используют внешние атрибуты научного метода, они не способны в отсутствие самого научного метода (как самолёт без двигателя) получить научные результаты. | |
| «Научный креационизм», в том числе                           | Течение в креационизме, в рамках которого утверждается, что существуют научные подтверждения дословной трактовки библейского акта творения, описанного в Книге Бытия Ветхого завета и ряда других эпизодов библейской истории (в частности, Всемирного потопа). Отвергает научные теории и парадигмы истории Земли, космологии и биологической эволюции. Представляет собой одно из наиболее активных движений христианских фундаменталистов (в первую очередь протестантских), возникшее и активно развивающееся в США и получающее также некоторое распространение в других странах. Стремится доказать безошибочность Библии в вопросах естествознания и опровергнуть научные доказательства эволюции. Фактическая обоснованность «научного креационизма» отвергается научным сообществом, которое рассматривает «научный креационизм» как идеологически мотивированную псевдонауку. | «Могила» теории эволюции, британский музей «Genesis Expo» |
| младоземельный креационизм                                   | Форма креационизма, центральным принципом которого является идея, что Земля и формы жизни на ней были созданы в их нынешних формах Богом примерно между 6000 и 10 000 лет назад. В своей наиболее распространённой версии младоземельный креационизм основан на религиозной вере в безошибочность некоторых буквальных толкований Книги Бытия. Его приверженцы считают, что Бог создал Землю за шесть дней. Они придерживаются буквальных интерпретаций Книги Бытия, которые совместимы с научно определённым возрастом Земля и Вселенной. С середины XX века младоземельные креационисты, начиная с Генри Морриса, разрабатывали и продвигали псевдонаучную концепцию, называемую ими «наукой о сотворении». Среди крупнейших организаций младоземельных креационистов — «Ответы — в Книге Бития», «Институт креационных исследований» и Международное креационное служение. | Карикатура Роллина Кирби на «Обезьяний процесс», подписанная: «Класс в предлагаемом Университете Брайана в Теннесси» |
| староземельный креационизм                                   | Форма креационизма, которая признаёт современные научные оценки возраста Земли и Вселенной; включает день-периодный креационизм, креационизм разрыва и постепенный креационизм. Староземельный креационизм занимает промежуточное положение между младоземельным креационизмом и теистической эволюционизмом (который утверждает, что научные представления об эволюции, Большом Взрыве, возрасте Земли и Вселенной совместимы с метафорической интерпретацией Книги Бытия). В отличие от младоземельного креационизма, староземельный обычно более совместим с научным консенсусом по вопросам физики, химии, геологии и возраста Земли. Однако, как и младоземельный креационизм и в отличие от теистического эволюционизма, некоторые формы староземельного креационизма отвергают макроэволюцию, утверждая, что она биологически несостоятельна и не подтверждается летописью окаменелостей. | Креационизм разрыва |
| Нейролингвистическое программирование (НЛП)                  | Концепция, направленная на осуществление скрытого влияния с целью изменения поведения и убеждений индивида в процессе деловых переговоров, психотерапии, в рекламе и т. п.. Не существует научных доказательств эффективности НЛП, оно признано псевдонаукой. Систематические обзоры указывают, что НЛП основано на устаревших представлениях об устройстве мозга, несовместимо с современной неврологией и содержит ряд фактических ошибок. Социологи и антропологи характеризуют НЛП как часть движения Нью Эйдж или движения за развитие человеческого потенциала. | «Ключевая таблица доступа глаз», по книге Бэндлера и Гриндера «Из лягушек в принцы» (1979). Шесть направлений представляют собой «визуальную конструкцию», «визуальное воспоминание», «аудиальную конструкцию», «слуховое воспоминание», «кинестетику» и «слуховой внутренний диалог»      |
| «Оккультные науки»                                           | Термин обычно охватывает три дисциплины — астрологию, алхимию и естественную магию — хотя иногда различные формы дивинации также включаются отдельно от естественной магии | Компьютерная модель священного стола, использованного Джоном Ди |
| Отрицание изменения климата                                  | Отрицание, игнорирование или необоснованные сомнения, которые противоречат научному консенсусу в отношении изменения климата, включая степень влияния на него человеческой деятельности, его воздействия на природу и человеческое общество. Ряд авторов и организаций, включая Национальный центр научного образования (США) относят отрицание изменения климата к псевдонауке. | На первом мероприятии «Step-it-up» в Сиэтле |
| Гипотеза оргонической энергии                                | Созданное психоаналитиком Вильгельмом Райхом учение об «оргоне» — универсальной космической энергии, которая описывается как всепроникающая и не подчиняющаяся закону энтропии, в частности, биофизической энергии живых организмов. Рассматривается учёными как псевдонаучная концепция. | Вильгельм Райх и пациентка рядом с «оргонным аккумулятором» |
| «Официальная наука»                                          | «Официальная наука», «ортодоксальная наука», «догматическая наука», «официальная научная парадигма» — термины, используемые в псевдонауке и конспирологии для обозначения науки в противоположность терминам «альтернативная наука», «нетрадиционная наука». Употребление этих терминов является одним из характерных признаков псевдонауки и используется в рамках теории заговора «официальных учёных». Термин «официальная наука» может конкретизироваться для отдельных научных дисциплин («официальная история» и т . п.). | «Лицо на Марсе», популярный объект псевдоастрономии (справа внизу), оказавшийся иллюзией, что показала более детальная съёмка |
| Парапсихология, в том числе                                  | Комплекс псевдонаучных концепций, направленных на обнаружение сверхъестественных психических способностей людей, животных и растений, феноменов жизни после смерти и подобных явлений, включая экстрасенсорное восприятие, по мнению сторонников этой идеи, осуществляемое без участия известных органов чувств (телепатия и др.) и воздействие человека на внешние физические процессы без применения мышечных усилий (телекинез, или психокинез). За более чем столетие существования парапсихологии не было представлено доказательств существования «парапсихических» способностей. | В ранних парапсихологических «исследованиях» в целях экспериментального подтверждения возможности телепатической связи использовались карты Зенера |
| лозоходство                                                  | Также биолокация, лозоискательство, водоискательство, рудознатство, жезлоносительство; псевдонаука, группа парапсихологических практик, декларирующих возможность обнаружения скрытых предметов, обычно расположенных под землёй, таких как полости, источники воды, залежи полезных ископаемых, «геопатогенные зоны», «линии магической силы» и др. с помощью лозы, специальной рамки, маятника или иных приспособлений | Ганс Смит, Человек, показывающий воду |
| радиэстезия                                                  | Современное лозоходство, гипотеза об особом излучении, испускаемом человеком, животными, и объектами. Не имеет научных доказательств и рассматривается как псевдонаучная или оккультная. | ADE 651 — фальшивый детектор взрывчатых веществ, выпускавшийся британской компанией ATSC |
| Гипотеза палеоконтакта                                       | Псевдонаучная гипотеза, согласно которой разумные существа внеземного происхождения в прошлом посещали Землю и вступали в контакт с людьми, что, по мнению сторонников гипотезы, отражено в некоторых древних памятниках земной культуры. Часто гипотеза палеоконтакта подразумевает внеземное происхождение некоторых (или всех) земных цивилизаций. Сторонники предполагают, что этот контакт повлиял на развитие современных культур, технологий, религии или даже биологии человека, и что божества многих, если не всех религий, имеют внеземное происхождение, а передовые технологии, принесённые на Землю пришельцами, интерпретировались древними людьми как свидетельство их божественного статуса. В современной научной литературе гипотеза считается псевдонаучной, в том числе псевдоархеологической. | Фреска сербского монастыря Высокие Дечаны с изображением особого разряда ангелов — водителей светил, принимаемых уфологами за пилотов внутри летательных аппаратов |
| Персонология                                                 | Псевдонаучное учение, согласно которому внешний вид человека, в особенности лицо, раскрывает основные черты его характера и темперамента. Представляет собой физиогномику в трактовке представителей Нью-Эйдж. Как и в физиогномике и графологии, основу учения составляет симпатическая магия и интуиция. | |
| Полиграфология                                               | Псевдонаучная практика выявления лжи человека с помощью полиграфа (детектор лжи). По мнению сторонников данной практики, ложь человека вызывают эмоциональные реакции, такие как учащённое дыхание, сердцебиение, потоотделение и т.д, задача полиграфа выявлять данные реакции и выдавать результат в аналоговом или цифровом виде. Однако нет никаких специфических физиологических реакций, связанных с ложью. Научное сообщество, имея необходимый опыт для оценки полиграфических процедур, считает полиграфологию лженаукой. | |
| Идея плоской Земли                                           | Представляет собой псевдонаучное учение и теорию заговора, противоречащую научным фактам и очевидным наблюдениям, свидетельствующим о шарообразности Земли. В XXI веке существует небольшое количество приверженцев лженаучной теории плоской Земли, которых учёные и общество не воспринимают всерьёз. | Изображение Земли из книги «Земля — не глобус» Сэмюэла Роуботэма |
| Красная ртуть                                                | Якобы вещество неопределенного состава, используемое при создании ядерного оружия, а также других оружейных систем. Все образцы проанализированные предполагаемой «красной ртути» оказались хорошо известными, обычными красными веществами. Красная ртуть считается мистификацией, созданной мошенниками, которые стремились обмануть доверчивых покупателей на чёрном рынке оружия. Сообщения о «красной ртути» на международных чёрных рынках поступали с 1979 года, но наибольшее распространение мистификация получила в начале 1990-х годов и сопровождалась очень высокими запрашиваемыми ценами. | |
| Охота за привидениями                                        | Псевдонаучная практика, включающая в себя «изучение» различных мест, где, по сообщениям, могут обитать привидения. Как правило, исследователи пытаются собрать доказательства паранормальной активности. В своей деятельности «охотники» нередко используют различные технические устройства: измерители электромагнитного поля, термометры, статические и переносные видеокамеры, тепловизоры, приборы ночного видения, диктофоны, магнитометры, счётчики Гейгера, металлодетекторы и т. д. Охота за привидениями подвергается критике за отсутствие научного метода. Ни одно научное исследование не смогло подтвердить существование призраков. | Измерение электромагнитного поля «охотником» |
| Гипотеза полой Земли                                         | Согласно гипотезе полой Земли, планета либо полностью полая, либо имеет внутри большие пустоты. Идея присутствует в некоторых дилетантских и конспирологических теориях, которые также предполагают существование подземной жизни. | Иллюстрация идеи Джона Симмса о полой Земле |
| Псевдоархеология, в том числе                                | Также народная археология; совокупность претендующих на научность, но не являющихся научными литературно-публицистических идей на археологические темы, созданных в основном непрофессионалами, которые отвергают научные методы сбора и анализа данных. Псевдоархеологические методы и идеи подвергаются критике со стороны археологов. Один из самых известных критиков, археолог Джон Р. Коул, охарактеризовал псевдоархеологию как опирающуюся на «сенсационность, неправильное использование логики и доказательств, непонимание научного метода и внутренние противоречия в аргументации». | Трохиты — окаменевшие членики стеблей криноидей (морских лилий), иногда принимаемые за зубчатые колёса |
| «неуместный артефакт»                                        | Предмет (изделие, скульптура, сооружение и др.), предположительно противоречащий общепринятым научным представлениям о факте или хронологии эволюции, развитии техники, исторической хронологии. «Неуместными артефактами» могут называться предметы, которые кажутся невозможными для производства с использованием технологии своего времени, как её представляет современная наука; выглядят как имеющие искусственное происхождение, но датируемые отдельными авторами ранее того времени, к которому наука относит возникновение человека («палеоартефакты»); выглядят как свидетельства контакта между культурами, которые, согласно научным представлениям, не вступали в контакт. Термин используется в лексиконе псевдоархеологии и креационизма. «Неуместные артефакты» могут рассматриваться как «объекты изучения», в частности, в псевдоархеологии. Используются в качестве «доказательств» псевдоисторических идей, что «официальная история» неверна, и других псевдонаучных идей, включая «научный креационизм», палеоконтакт, криптозоологию и паранормальные явления, а также в Нью-эйдж. Большинство «неуместных артефактов», исследованных учёными, оказались подделками или неверно интерпретированными предметами. | |
| Псевдоастрономия, в том числе                                | Совокупность претендующих на научность, но не являющихся научными гипотез в области астрономии | «Лицо на Марсе», популярный объект псевдоастрономии (справа внизу), оказавшийся иллюзией, что показала более детальная съёмка |
| астрология                                                   | Псевдонаука, учение, согласно которому возможно предсказывать будущее на основе наблюдения за движениями и видимостью небесных светил; в широком смысле — концепция, согласно которой существует связь между перемещением и видимостью небесных светил и событиями на земле. | Астрологическая карта |
| гипотеза полой Луны                                          | Устаревшая псевдонаучная гипотеза, предполагающая, что Луна, либо полностью полая, либо содержит обширное внутреннее пространство. Научных доказательств, подтверждающих эту идею, не существует; сейсмические наблюдения и другие данные, собранные с тех пор, как космические аппараты начали исследования на орбите Луны или после приземления на её поверхность, показывают, что она имеет тонкую кору, обширную мантию и небольшое плотное ядро, хотя внутренние породы Луны в целом намного менее плотные в сравнении с земными. | Полая Луна |
| доктрина вечного льда                                        | Предложенная австрийским инженером Гансом Хёрбигером в начале XX века гипотеза, согласно которой Солнечная система образовалась в результате взаимодействия сверхсолнца (огненной сферы) и космического льда (наподобие того, из которого состоят кометы). Это взаимодействие носило катастрофический характер, что предопределяло нелинейный характер развития. Хёрбигер основывал свою концепцию не на научных опытах, а на озарении. Позднее гипотеза была воспринята нацистскими авторами. | Издание 1925 года |
| лунный заговор                                               | Псевдонаучная идея, что часть программы пилотируемых полётов на Луну «Аполлон» была сфабрикована, что затем было скрыто от общественности. Существует много независимых доказательств посадок на Луну, и были даны подробные опровержения ложных заявлений. | Базз Олдрин и Нил Армстронг тренируются на Земле рядом с макетом лунного модуля |
| Псевдолингвистика, в том числе                               | Также любительская лингвистика, фолк-лингвистика; совокупность претендующих на научность, но не являющихся научными литературно-публицистических идей на темы языка. Псевдолингвистика иногда возникает, в случае, если научные представления о языке кажутся нелогичными для носителей языка. Также псевдолингвистика часто мотивирована идеологией, включая национализм. | Две стороны Фестского диска, популярного объекта в псевдолингвистике |
| гипотеза дохристианской письменности у славян                | Несмотря на наличие ряда археологических находок письменных знаков, свидетельства существования полноценной письменности или литературной традиции у славян до их христианизации отсутствуют. Данная тема является почвой для создания различных фальсификатов. Одним из самых известных поддельных текстов, претендующих на статус славянского докириллического, является созданная в новейшее время «Велесова книга», письменность которой — деформированная по образцу деванагари кириллица. Одним из главных аргументов поддельности «Велесовой книги» является её язык, представляющий собой смесь произвольно искажённых современных славянских языков. Тема «древней славянской письменности», в том числе «славянских рун», популярна в псевдоисторических (фолк-хистори) и псевдолингвистических сочинениях. Большое число надписей, как традиционно рассматривавшихся в ряду славянской докириллической письменности, так и других культур (тексты этрусков или Фестский диск) неоднократно любительски «расшифровывались» как русские и славянские без опоры на научные данные. Такие чтения предлагались Г. С. Гриневичем, В. А. Чудиновым и др. В различных славянских неоязыческих течениях были созданы системы письма, выдаваемые за подлинные древнеславянские («ВсеЯСветная грамота» А. Ф. Шубина-Абрамова; «буквица»; несколько алфавитов, созданных в рамках инглиизма, которыми как утверждается в этом учении, «славяне и арии» пользовались многие тысячи лет). | Символ «Всеясветной грамоты», наиболее раннего псевдолингвистического учения славянского неоязычества |
| «Новое учение о языке»                                       | Также яфетидология, яфетическая теория, марризм; концепция, выдвинутая в 1923 году Н. Я. Марром. Основу учения составляют три положения. Первое положение: отрицание родства языков и существования языковых семей, языки не разделяются, только скрещиваясь; они развиваются из первичного множества, меняясь в направлении к будущему всемирному языку. Второе положение: все языки в своём развитии на разной скорости проходят через одинаковые стадии, обусловленные определёнными социально-экономическими причинами. Третье положение: возникновение всех языков независимо друг от друга из четырёх элементов — «диффузных выкриков» первобытных людей (САЛ, БЕР, ЙОН, РОШ), которые впоследствии комбинировались различными способами, фонетически изменялись и приобретали грамматическое оформление; в каждом языке, включая современные, имеются следы этих элементов (которые можно обнаружить с помощью «лингвистической палеонтологии»). С конца 1920-х годов в Советском Союзе по вненаучным причинам учение было объявлено «марксизмом в языкознании» (хотя оно не имеет прямого отношения к идеям К. Маркса и Ф. Энгельса) и получило официальную поддержку в ущерб научному, в особенности историческому и сравнительно-историческому, языкознанию. Учение опирается на большое число произвольных и недоказуемых утверждений и относится к псевдонауке. | Почтовая марка Армении к 150-летию Николая Марра |
| Псевдоматематика, в том числе                                | Деятельность в сфере математики, в которой не соблюдаются строгие стандарты формальной математической практики и доказательств. Часто выдвигаются «доказательства» давно открытых проблем или требуются решения задач, которые математически доказаны как неразрешимые. | |
| нумерология                                                  | Вера в религиозные, эзотерические или мистические связи между числами и будущим или характером человека. Это понятие также обозначает изучение числового значения букв в словах, именах и идеях и часто связано с паранормальными явлениями, астрологией и другими гаданиями. С научной точки зрения числа не имеют значения сами по себе и не влияют на жизнь человека, и нумерология рассматривается суеверие и псевдонаука, в частности псевдоматематика. | Система счисления нумерологии, 1624 |
| Псевдофилософия                                              | По мнению Майкла Оукшотта, псевдофилософия «является теоретизированием, которое происходит частично внутри, а частично вне заданного способа исследования». Согласно Йозеф Пипер отметил, что не может быть закрытой системы философии и что любая философия, претендующая на открытие «космической формулы», является псевдофилософией. Называя это псевдофилософией и мистицизмом, он следовал за Кантом, отвергавшим постулирование «высшего принципа», из которого можно было бы развить трансцендентальный идеализм. Николас Решер в «The Oxford Companion to Philosophy» описал псевдофилософию как «размышления, которые маскируются под философские, но являются неумелыми, некомпетентными, лишёнными интеллектуальной серьёзности и отражающими недостаточную приверженность поиску истины». Он добавляет, что этот термин особенно уместен, когда применяется к «тем, кто использует ресурсы разума для обоснования утверждения о недостижимости рациональности в вопросах исследования». | |
| Расовая теория, в том числе                                  | Также научный расизм; комплекс теорий и идей о решающем влиянии расовых различий на историю, культуру, общественный и государственный строй людей, о существовании превосходства одних человеческих рас над другими. Иногда (например, как у Людвига Фердинанда Клаусса) расовая теория не сводится к чисто биологическим факторам. Расовая теория является основой расовой дискриминации и рассматривается в настоящее время как псевдонаучная. Иногда расовую теорию прямо отождествляют с расизмом. | Иллюстрация из книги «Типы человечества» 1854 года. Джозия Кларк Нотт и Джордж Робинс Глиддон считали, что негроидная раса является ступенью творения между греками и шимпанзе. Скан из книги Стивена Гулда «Ложное измерение человека» (1981)                                             |
| нордизм                                                      | Также нордицизм; псевдонаучная гипотеза, в основе которой лежит идея о превосходстве так называемой «северной (нордической) расы» («нордидов») над другими расами человечества. Сторонники нордицизма утверждают, что «нордическая раса» представляет собой «высшую расу», которой человечество обязано всеми достижениями цивилизации. «Нордиды» объявляются культуртрегерами, распространителями высокой культуры и основателями великих цивилизаций древности и современности. Нордицизм был распространён в Западной Европе и Северной Америке в конце XIX — начале XX веков и оказал большое влияние на формирование идеологии национал-социализма и на нацистскую расовую политику. | Экспансия протогерманских нордидов", карта из книги американского расового теоретика Мэдисона Гранта «Конец великой расы» (1916) |
| полигенизм                                                   | полифилическая гипотеза, устаревшее и в настоящее время псевдонаучное учение о расах человека как о разных биологических видах, произошедших от разных видов древних обезьян. Является обоснованием расизма. Полигенизм был опровергнут современной наукой, и большинство антропологов придерживается противоположной концепции, моногенизма. | |
| раса господ                                                  | Также народ господ; псевдонаучная концепция в рамках нацистской расовой теории, согласно которой «арийская раса» считается вершиной «расовой иерархии» | |
| расовая теория Гюнтера                                       | Псевдонаучная концепция неравноценности рас, их способностей к развитию, труду и, наоборот, склонностей к деградации, а также некоторым другим аспектам генезиса цивилизации. Была разработана расовым теоретиком Хансом Гюнтером, оказала значительное влияние на расовую политику нацистской Германии. | «Малая расовая наука немецкого народа» Ханса Гюнтера |
| расовая теория нацизма                                       | расовая теория, принятая в рамках идеологии и политики национал-социализма. Включает идею «арийской расы», её биологического и культурного превосходства над другими расами, которые рассматриваются как «неполноценные», расовый антисемитизм («семитская раса» — евреи — рассматривается как антипод и главный враг «арийской»), конспирологическую идею о «мировом еврействе» как главном враге германской нации, славянофобию. Теоретическая основа расовой политики нацистской Германии (1933—1945 годы). | |
| Родология                                                    | Псевдонаучная эзотерическая концепция о «родовой программе». Согласно учению, жизненные проблемы человека обусловлены травматическими событиями, происходившими с его предками. Родология рассматривает человека как продолжение семьи и анализирует связи между родственниками, которые, по мнению авторов концепции, формируют «родовые программы», якобы управляющие жизнью человека. Авторы родологии — писатели-соавторы Л. Докучаева и В. Докучаев. | |
| Социальный дарвинизм                                         | Совокупность псевдонаучных теорий и общественных практик, биологизаторское течение и идеологическое движение в общественной мысли конца XIX — начала XX века, которое объясняло устройство и развитие общества преимущественно действием законов живой природы и предполагало применение биологических концепций естественного отбора и выживания наиболее приспособленных теории Дарвина к социологии, экономике и политике. Социальный дарвинизм в значительной степени был определён исследователями Западной Европы и Северной Америки 1870-х годов. Они использовали мальтузианство и положения евгеники для обоснования идеи превосходства наследуемых качеств господствующих слоёв общества. Многие направления социального дарвинизма разделяют идею конкуренции между людьми при капитализме в рамках принципа невмешательства laissez-faire, тогда как другие, опираясь на идею борьбы между национальными или расовыми группами, поддерживают авторитаризм, евгенику, расизм, империализм и/или фашизм. Одним из сторонников идей социал-дарвинизма был Адольф Гитлер. Социальный дарвинизм является основой идеи «расовой борьбы», распространённой в идеологии расизма — борьбы между собой за существование различных рас, рассматриваемых как отдельные биологические виды. Идея Хьюстона Чемберлена о борьбе «арийской» и «семитской рас» как стрежне мировой истории была заимствована нацизмом, а затем через него неонацизмом и рядом направлений неоязычества. Хотя большинство учёных отмечают некоторые исторические связи между популяризацией теории Дарвина и формами социального дарвинизма, они также считают, что социальный дарвинизм не является необходимым следствием принципов биологической эволюции. Социальный дарвинизм обычно считается псевдонаукой, не основанной на каких-либо эмпирических данных.                                      | |
| Соционика                                                    | Псевдонаучная концепция типов личности и взаимоотношений между ними. Создана в 1970-х годах в СССР экономистом Аушрой Аугустинавичюте на основе типологии Юнга и теории информационного метаболизма Антона Кемпинского. В отличие от общепринятых в науке взглядов на возрастную изменчивость психики человека, соционика постулирует наличие неизменяемых в течение жизни 16 психологических типов. Вопрос существования типов личности современная наука считает крайне спорным. | Диаграмма отношений между восемью информационными элементами соционики с использованием трёх возможных дихотомий |
| Сублиминальная реклама (25-й кадр)                           | псевдонаучный метод воздействия на психику, утверждается что человеческое зрение способно воспринимать не более 24 кадров в секунду. По мнению сторонников данной теории, можно вставить дополнительный 25-й кадр в фильме который человек не может увидеть, но способен воздействовать на него подсознательно, тем самым можно навязать человеку покупать определённый товар или же заставить его выполнить какие-либо определённые действия. Теория признана псевдонаучной, однако несмотря на это сублиминальная реклама до сих пор запрещена законодательно во многих странах. | |
| Телегония                                                    | Опровергнутая биологическая концепция, существовавшая в XIX веке, согласно которой, спаривание с предшествующими, а особенно с самым первым сексуальным партнёром существенно сказывается на наследственных признаках потомства женской особи, полученного в результате спаривания с последующими партнёрами. Термин «телегония» был введён в обиход немецким зоологом Августом Вейсманом в XIX веке, объединившим слова tele — «далеко» и gennao — «порождаю». Телегония признавалась в СССР в 1940—1950-х годах в период господства лысенковщины. С позиций современной науки представляет собой псевдонауку, предрассудок, суеверие, заблуждение, которое не подтверждается экспериментальными исследованиями и несовместимо с известными механизмами наследственности. | |
| Гипотеза торсионных полей                                    | Термин был введён математиком Эли Картаном в 1922 году для обозначения гипотетического физического поля, порождаемого кручением пространства. Гипотеза полей кручения послужила почвой для различных псевдонаучных концепций с использованием термина «торсионный». Большую известность получила так называемая «теория торсионных полей» членов РАЕН Геннадия Шипова и Анатолия Акимова, которая отвергается научным сообществом и характеризуется как псевдонаучная концепция, основанная на вольной и ошибочной трактовке теории Эйнштейна — Картана и некоторых неортодоксальных решениях уравнений Максвелла. | |
| Уфология                                                     | Псевдонаука, предметом которой являются неопознанные летающие объекты (НЛО), которые, как предполагается, могут иметь необычную природу; чаще всего рассматриваются как летательные аппараты инопланетян. | «Звёздная карта», показанная Бетти Хилл, по её утверждениям, инопланетянами, и соотнесённая с конкретными звёздами астрономом-любителем Марджери Фиш |
| Физиогномика                                                 | В науке древности и ряда позднейших эпох учение о необходимой связи внешнего облика человека и любого животного с его характером. Физиогномические наблюдения производились в культурах Древнего Востока и приобрели в античности систематизированный вид, аналогичный другим научным дисциплинам того времени. Представители экспериментальной психологии относят физиогномику к числу псевдонаук, ставя её в один ряд с месмеризмом, френологией и спиритуализмом. | Попытка Шарля Лебрена кодифицировать визуальное выражение эмоций в живописи. |
| Псевдоистория, фолк-хистори, в том числе                     | Претендующие на научность, но не являющиеся научными литературно-публицистические работы и идейно-теоретических концепции на исторические темы, созданные в основном непрофессионалами с позиций негационизма. | Изображение, заявленное как фотография дощечки «Велесовой книги», выдавемой за древнеславянский текст, но признанной учёными фальсификацией |
| гипотеза Гипербореи                                          | Гиперборея — легендарная северная страна в древнегреческой мифологии и наследующей её традиции, место обитания народа гипербореев. В Новое и Новейшее время в оккультизме, теософии Елены Блаватской и среди сторонников арийского мифа получила распространение псевдонаучная идея о Гиперборее как прародине нынешнего человечества, «белой», «арийской» или «нордической расы». Идеи гиперборейской прародины сложились ранее возникновения современных научных знаний и позднее развивались в стороне от науки. | Остатки Гипербореи (синие очертания на севере) и Лемурии (красные) на фоне современных континентов (серые линии). Из книги Уильяма Скотт-Эллиота «Лемурия — исчезнувший континент» |
| арктическая гипотеза                                         | Близкая к гиперборейской псевдонаучная концепция, предполагающая расположение прародины «ариев» («арийцев» — индоевропейцев) в полярных районах Евразии. Сформулирована в 1893—1903 годах индийским мыслителем и деятелем индийского национально-освободительного движения Б. Г. Тилаком. Тилак считал, что в ведийских текстах сохранились воспоминания о жизни «ариев» в Заполярье. Он обратил внимание на астрономические указания, содержавшиеся в ведийской литературе. Учёные XX века рассматривали прежде всего пять вариантов вероятного место формирования протоиндоевропейского единства — балтийско-черноморский, анатолийский, балканский, центральноевропейский и степной (черноморско-каспийский). Эти споры продолжаются, но проблема какого-либо примордиального арктического центра специалистами не обсуждается как не имеющая отношения к науке. Арктическая гипотеза не имеет археологических подтверждений. Г. М. Бонгард-Левин и Э. А. Грантовский отмечают, что мифологемы, связанные с севером, северной страной, скорее всего появились у ариев на их прародине при контактах с северными финно-угорскими соседями. Была показана ненадёжность опоры на содержащиеся в «Ригведе» астрономические данные. | Схема восхода солнца, как она описана в Ведах. Б. Г. Тилак, «Арктическая родина в Ведах», 1903 |
| кабинетная мифология                                         | Научная фикция, научные мифы, не соответствующие реальной традиции представления о мифологии, сформировавшиеся в результате неверной интерпретации источников или самостоятельного творчества исследователей, включая искажённые или искусственно созданные образы мифологических персонажей, божеств. Существуют различные причины создания псевдобожеств. Распространенными причинами являются незнание исследователем языка или неправильное прочтение традиционного источника, а также ошибочные построения и реконструкции. В самих источниках, часто основанных на более старых текстах и традициях, уже могут иметься ошибки транскрипции, отражающие уровень знаний и личный интерес автора. Значительную роль играют заимствования божеств из другой культуры, которые могут мотивироваться как стремлением дискредитировать религию как языческую, так и желанием заполнить имеющиеся пробелы в источниках или обогатить традицию, чтобы предки конкретного народа не воспринимались как «отсталые». В работах по славянской мифологии кабинетная мифология фигурирует с XV века (Ян Длугош) и получила широкое распространение с XVIII века (школа А. Н. Афанасьева). Кабинетная мифология распространена в псевдоисторических работах. | Род в украинском неоязыческом движении РУН-вера, художник Виктор Крыжановский[укр.] |
| концепция Виктора Суворова                                   | Система фактов, выводов и теорий, которую предложил в серии своих книг и статей получивший широкую известность в области исторического ревизионизма писатель Виктор Суворов. В своих историко-публицистических произведениях Суворов подверг коренному пересмотру и критике общепринятые в СССР взгляды на причины, приведшие к Великой Отечественной и Второй мировой войнам. По мнению Суворова, основной причиной войны стала диктаторская политика Сталина, направленная на захват европейских государств, распространение «пролетарской революции» и установление социалистического порядка на всей территории Европы. Ряд авторов писали о фальсификациях в этой концепции и её лженаучности. Первая и наиболее известная книга по данной теме — «Ледокол», некоторыми авторами относится к жанру фолк-хистори. | |
| Гипотеза о неславянском происхождении русских                | («Русские — не славяне») идеологическая концепция, в ряде случаев выступающая проявлением русофобии, согласно которой русские (великороссы) не принадлежат к числу славян, не имеют славянского происхождения или представляют собой результат смешения с неславянскими народами при подавляющем преобладании неславянского компонента. Сторонники концепции чаще всего относят русских к финно-уграм или тюркам. В современном научном сообществе эти представления относятся к числу псевдонаучных или мифологических. Согласно данным письменных источников, археологическим и этнографическим материалам, современные русские имеют славянское этническое происхождение. Центральные и южные русские, составляющие численное большинство народа, по данным Y-хромосомы, мтДНК и аутосомному маркеру CCR5de132 не отличаются от других восточных славян (белорусов и украинцев). По результатам исследования маркеров мтДНК, а также аутосомных маркёров русские сходны с другими популяциями Центральной и Восточной Европы, выявлено высокое единство по аутосомным маркёрам восточнославянских популяций и их значительные отличия от соседних финно-угорских, тюркских и северокавказских народов. Северные русские входят в иной, обширный «североевропейский» генетический кластер вместе с популяциями поляков, балтов (латышей и литовцев), германских (немцев, норвежцев и других), а также прибалтийско-финских народов (финнов, карел, эстонцев). При этом сходство с балтами более выражено (вплоть до идентичности), чем с западными финно-уграми. Изучение аутосомных маркеров также сближает северных русских с другими европейскими народами и ставит под сомнение финно-угорский миграционный пласт в северном русском генофонде. Во всех русских популяциях отмечается крайне низкая частота генетических признаков, характерных для монголоидных популяций. | «Основы истории Польши, других славянских стран и Москвы» Францишека Духинского, 1858 |
| «Новая хронология»                                           | Псевдонаучная концепция радикального пересмотра всемирной истории, созданная группой под руководством академика РАН, математика А. Т. Фоменко. Утверждается, что письменная история человечества не прослеживается далее X века нашей эры, а древние цивилизации и государства Античности и раннего Средневековья являются «фантомными отражениями» более поздних культур, вписанными в историческую летопись из-за неправильного (ошибочного или тенденциозного) прочтения и интерпретации источников. Авторы концепции дают собственную реконструкцию истории, согласно которой в Средние века существовала гигантская империя с политическим центром на территории Руси, охватывающая почти всю территорию Европы и Азии (а согласно позднейшим публикациям — даже обе Америки). Противоречия с известными историческими фактами авторы концепции объясняют глобальной фальсификацией исторических документов. Учение отвергнуто научным сообществом как противоречащее установленным фактам, основанное на фальсификации и подтасовке данных. Методы, аксиомы и гипотезы учения были неоднократно опровергнуты учёными. | Одним из аргументов в пользу существовавшей в средние века, по мнению авторов «Новой хронологии», гигантской всемирной «Империи» под управлением русских ханов является то, что на западноевропейских картах вплоть до XIX века большие территории в Азии иногда обозначались как Тартария |
| отрицание Холокоста                                          | Также ревизионизм Холокоста; негационизм, согласно которому Холокоста не существовало в том виде, в котором его описывает общепринятая историография. В рамках теории заговора отрицатели Холокоста выдвигают тезисы о массовых подделках, масштабных фальсификациях и сокрытии фактов в пользу евреев. В основном оспариваются следующие положения: массовая гибель евреев была результатом целенаправленной политики официальных властей нацистской Германии; для массового уничтожения евреев были созданы и использовались газовые камеры и лагеря смерти; число жертв среди еврейского населения на территориях, подконтрольных национал-социалистам и их союзникам, достигает от 5 до 6 миллионов человек. Также отрицатели Холокоста часто утверждают, что вышеуказанная информация была сознательно сфальсифицирована сионистами для вымогательства денег у Германии и её союзников, а также для оправдания создания Государства Израиль. Большинство профессиональных историков характеризует отрицание Холокоста как ненаучную и пропагандистскую деятельность. Они отмечают, что отрицатели игнорируют научные методы исследований, а также часто разделяют антисемитские и неонацистские взгляды. | |
| отрицание геноцида армян                                     | Утверждения, что массовое уничтожение армянского населения в Османской империи в 1915 году не было геноцидом, а также действия в поддержку таких утверждений. Основные аргументы ревизионистов, противостоящих доминирующим в академическом сообществе взглядам на геноцид армян, сводятся к занижению численности армянских жертв, отрицанию целенаправленной политики по уничтожению армян, преувеличению участия самих армян в антиосманских акциях и убийствах мусульман. Геноцид армян является преступлением, имеющим большое количество доказательств и подтверждённым подавляющим большинством учёных. | Памятник и музей геноцида в Ыгдыре, пропагандирующий идею, что армяне совершили геноцид против турок, а не наоборот |
| отрицание геноцида сербов в Независимом государстве Хорватия | Негационизм, согласно которому в Независимом государстве Хорватия (НГХ), марионеточном государстве нацистской Германии, существовавшем во время Второй мировой войны, не было систематических массовых преступлений против сербов или их геноцида; также попытки минимизировать масштабы и тяжесть этого геноцида. Одна из стратегий включает заявления, что система лагерей смерти Ясеновац была всего лишь трудовыми лагерями. Хорватская Википедия привлекла внимание международных СМИ из-за предвзятости и отрицания преступлений НГХ. | |
| пассионарная теория этногенеза                               | Созданная историком Л. Н. Гумилёвым псевдонаучная, в том числе псевдоисторическая концепция этногенеза, согласно которой этнос развивается под воздействием пассионарности, избытка некой «биохимической энергии», связанной с солнечной активностью. | Почтовая марка Казахстана к столетию Льва Гумилёва |
| хазарская гипотеза происхождения евреев-ашкеназов            | Также хазарский миф:369:VIII; устаревшая историческая гипотеза, согласно которой евреи-ашкеназы преимущественно или в значительной степени являются потомками хазар, многоэтнического конгломерата в основном тюркских народов, которые в раннем Средневековье сформировали полукочевой Хазарский каганат на северном и центральном Кавказе, в Причерноморско-Каспийской степи и соседних регионах. Гипотеза утверждает, что после распада Хазарского каганата хазары бежали в Восточную Европу, став предками большей части евреев этого региона. | |
| Френология                                                   | Одна из первых псевдонаук в современном понимании, учение о распознавании характера и других психических особенностей человека по форме его черепа. Френологию создал австрийский врач и анатом Франц Йозеф Галль, который считал, что психические функции существуют раздельно и независимо, и каждой из которых соответствуют отдельные структуры головного мозга. Следовательно, если определённая функция усиливается, должны увеличиваться размеры соответствующих участков мозга, что отражается на строении черепной коробки, повторяющей выпуклости и впадины мозга. Френология имела большую популярность в Европе, в 1830—1840-х годах создавались многочисленные френологические общества. Однако вскоре благодаря изучению анатомии и физиологии центральной нервной системы была доказана научная несостоятельность этого учения. | Сьюзен Джербик, активистка научного скептицизма |
| Фэншуй                                                       | Также китайская геомантия; древняя китайская традиционная практика, которая утверждает, что использует энергетические силы для гармонизации людей с окружающей их средой. Термин фэн-шуй буквально означает «ветер-вода». С древности считалось, что ландшафты и водоёмы направляют поток универсальной ци — «космического потока» или энергии — через места и сооружения. Поскольку ци имеет те же закономерности, что и ветер и вода, утверждается, что возможно воздействовать на эти потоки, чтобы улучшить благосостояние, достичь счастья, получить долгую жизнь и семью; тогда как неправильный поток ци несёт негативные последствия. В более широком смысле фэн-шуй включает в себя астрономические, астрологические, архитектурные, космологические, географические и топографические аспекты. Фэншуй рассматривается учёными и философами как ненаучная или псевдонаучная концепция и парадигматический пример псевдонауки. Он демонстрирует ряд типичных псевдонаучных аспектов, таких как утверждения о функционировании мира, которые не поддаются проверке научным методом. | Современный «фонтан фэн-шуй» в Тайбэй 101, Тайвань |
| Хиромантия                                                   | Одна из древнейших систем гадания, согласно которой индивидуальные особенности человека, черты его характера, пережитые им события и его будущее можно узнать по кожному рельефу ладоней — папиллярным и особенно флексорным линиям. Отсутствие доказательств предсказаний привели к тому, что учёные рассматривают хиромантию как псевдонауку. | Магазин хиромантии в Янгоне, Мьянма |
| Эзотерика                                                    | Также эзотеризм; совокупность различных «тайных» учений и методов духовного развития, которые предполагают посвящение в их внутренний смысл. «Эзотерическими» называли произведения Аристотеля, которые были предназначены для его учеников, членов Ликея. «Эксотериками» и «эсотериками» именовались члены пифагорейского союза, стоявшие на разных ступенях посвящения в тайное знание. Термин эзотеризм был введён французским историком и философом Жаком Маттером для характеристики гносиса (1828). Элифас Леви использовал термин как синоним оккультизма, понимаемого в качестве наследника древнего высшего знания, которое было вытеснено наукой Нового времени. Это представление стало популярно в результате деятельности Е. П. Блаватской, Ж. А. В. Анкосса (Папюс), Р. Штайнера, Р. Генона, тайных обществ и орденов и др. В состав эзотеризма включаются такие учения как алхимия, астрология, герметизм, каббала, мистерии, теософия и др. | Эмблема Интернационального Теософского общества |
| Теория эфира                                                 | Эфир (в физике) — гипотетическая всепроникающая среда, колебания которой проявляют себя как электромагнитные волны (в том числе как видимый свет). Концепция светоносного эфира была выдвинута в XVII веке Рене Декартом и получила подробное обоснование в XIX веке в рамках волновой оптики и электромагнитной теории Максвелла. Эфир рассматривался также как материальный аналог ньютоновского абсолютного пространства. Существовали и другие варианты теории эфира. В конце XIX века в теории эфира возникли непреодолимые трудности, вынудившие физиков отказаться от понятия эфира и признать электромагнитное поле самодостаточным физическим объектом, не нуждающимся в дополнительном носителе. Абсолютная система отсчёта была упразднена специальной теорией относительности. Неоднократные попытки отдельных учёных возродить концепцию эфира в той или иной форме (например, связать эфир с физическим вакуумом) успеха не имели. В настоящее время в науке теория эфира рассматривается как псевдонаука. | Светоносный эфир: была выдвинута гипотеза, что Земля движется через «среду» эфира, несущую свет |
| N-лучи                                                       | Гипотетическая форма излучения, описанная французским физиком Рене Блондло в 1903 году и первоначально подтвержденной другими, но впоследствии оказавшейся иллюзорной. | без рамки |